# Saint-Julien-de-Vouvantes
Saint-Julien-de-Vouvantes (bretonisch: Sant-Juluan-Gouwent; Gallo: Saent-Julien-de-Vóvantt) ist eine französische Gemeinde mit 963 Einwohnern (Stand: 1. Januar 2022) im Département Loire-Atlantique in der Region Pays de la Loire; sie ist Teil des Arrondissements Châteaubriant-Ancenis und des Kantons Châteaubriant. Die Einwohner werden Vouvantais(es) genannt.

## Geografie
Saint-Julien-de-Vouvantes liegt etwa 62 Kilometer südsüdöstlich von Rennes und etwa 52 Kilometer nordnordöstlich von Nantes am Fluss Don, einem Nebenfluss der Vilaine. Umgeben wird Saint-Julien-de-Vouvantes von den Nachbargemeinden Juigné-des-Moutiers im Norden und Nordosten, La Chapelle-Glain im Süden und Osten, Petit-Auverné im Südwesten sowie Erbray im Westen.

## Bevölkerungsentwicklung
| Jahr                       | 1962 | 1968 | 1975 | 1982 | 1990 | 1999 | 2006 | 2017 |
| Einwohner                  | 976  | 1008 | 947  | 1023 | 955  | 879  | 926  | 984  |
| Quellen: Cassini und INSEE |      |      |      |      |      |      |      |      |

## Sehenswürdigkeiten
- Kirche Saint-Julien aus dem 19. Jahrhundert, seit 2007 Monument historique
- Kapelle Sainte-Anne aus dem Jahre 1641

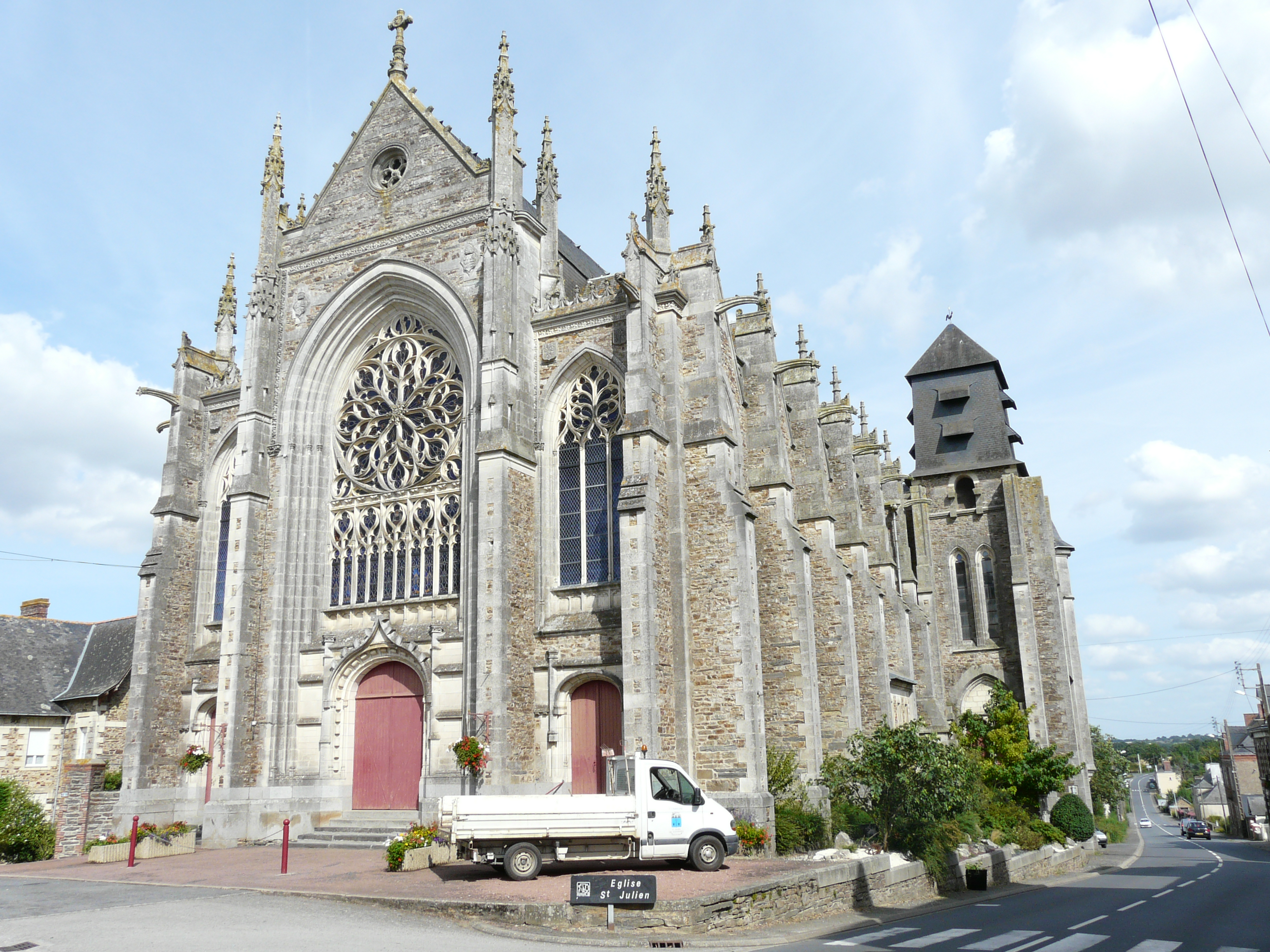
Kirche Saint-Julien

- Herrenhaus La Brais
- Ehemalige Windmühle